# August Löffler

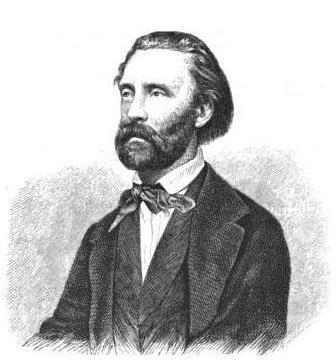
August Löffler

August Löffler (* 24. Mai 1822 in München, Königreich Bayern; † 19. Januar 1866 ebenda) war ein deutscher Maler.

## Leben

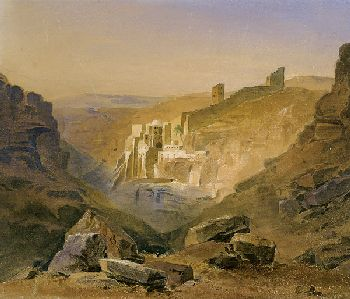
August Löffler: Das Kloster Santa Saba in der Judäischen Wüste, um 1849

Löffler bildete sich unter Heinrich Adam und unter Carl Rottmann, an den er sich vorzugsweise anschloss. Anfangs malte er Bilder aus dem Isartal bei München, 1846 unternahm er einen Ausflug nach Istrien und Oberitalien und 1849 in den Orient. Zu dieser Reise namentlich durch die Ausführung eines Panoramas von Jerusalem bewogen, die er für Ulrich Halbreiter nach dessen Skizzen unternahm (jetzt, als Geschenk Maximilians II. von Bayern, im Lateran).
Er durchzog Ägypten, Palästina, Kleinasien und kehrte Ende 1850 nach München zurück, von wo er 1851 nach Dresden und Berlin ging. In den folgenden Jahren entstand eine bedeutende Anzahl von Landschaftsbildern aus Palästina und Griechenland für die Könige von Preußen und Württemberg. 1853 begleitete Löffler Ludwig Thiersch nach Griechenland und sammelte dort einen reichen Schatz von Studien. Nach seiner Rückkehr malte er das große Bild: Delphi und studierte die alten Meister in Venedig und Mailand (1856).
Im folgenden Jahr malte er Jerusalem, Bethlehem, Jaffa, Saba, Damaskus und Das Rote Meer für den König von Württemberg und zeichnete die Cartoons Die Findung Moses und Gott erscheint dem Elias auf dem Berg Horeb. 1863 malte er Athen vom Hain von Kolonos aus und eine Ansicht Jerusalems vom Ölberg, sodann für den Gesellschaftssaal in Kochel vier große Wandbilder: Memphis, Jerusalem, Athen und Rom.
Löffler starb am 19. Januar 1866 in München.

## Grabstätte

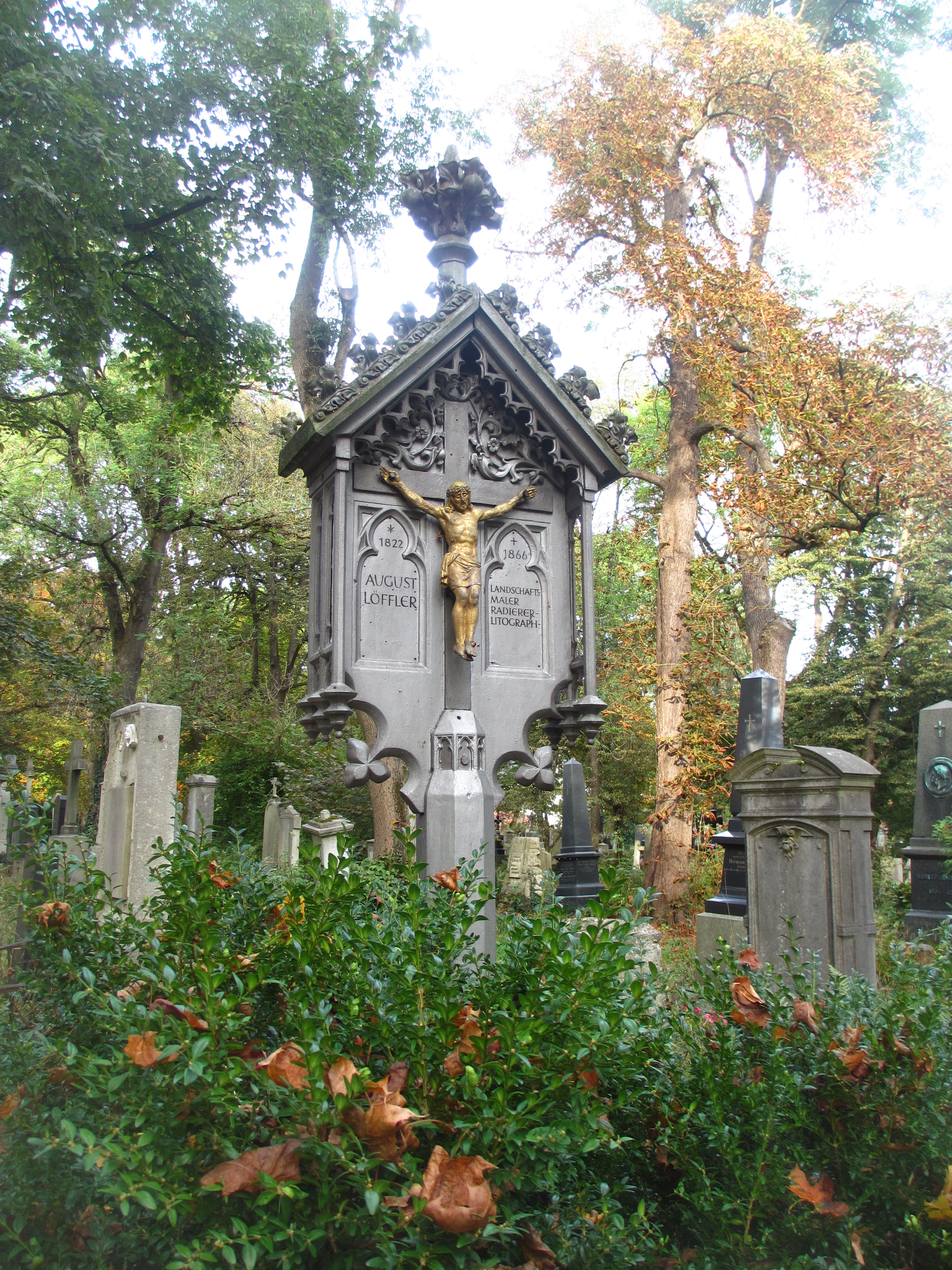
Grab von August Löffler auf dem Alten Südlichen Friedhof in München

Die Grabstätte von August Löffler befindet sich auf dem Alten Südlichen Friedhof in München (Gräberfeld 16 – Reihe 14 – Platz 1/2) Standort.